# Büntetés-végrehajtás Továbbképzési és Rehabilitációs Központja
A Büntetés-végrehajtás Továbbképzési és Rehabilitációs Központja büntetés-végrehajtási intézmény volt a Somogy vármegyei Igalon. Alaptevékenységeként a büntetés-végrehajtási szervek személyi állományának továbbképzése, valamint pihentető rehabilitációjának, illetve regenerációjának biztosítása volt a feladata. 
A büntetés-végrehajtási szervezet 1986 és 1988 között alakította át vendéglátó intézménnyé a munkásőrségtől átvett – eredetileg gátőrháznak épült – ingatlant (Létesítésének éve: 1988.)
2007. június 30-i hatállyal megszüntették, és összevonták a Büntetés-végrehajtás Pilisszentkereszten működő Továbbképzési és Konferencia Központjával, amely a Pest vármegyei Pilisszentkereszten működött.
Jogutódja a Büntetés-végrehajtási Szervezet Továbbképzési és Konferenciaközpontja, amelynek telephelyeként üzemel.